# جائزة ماليزيا الكبرى 2006
جائزة ماليزيا الكبرى 2006 (بالإنجليزية: 2006 Malaysian Grand Prix)‏ هو سباق فورمولا 1 أقيم بتاريخ 19 مارس 2006 في حلبة سيبانغ الدولية، سلاغور، ماليزيا. كان الثاني من أصل 18 في بطولة العالم لسباقات الفورمولا واحد موسم 2006. حلّ الإيطالي جانكارلو فيزيكيلا أولا بينما جاء الإسباني فرناندو ألونسو في المركز الثاني وحصل على المركز الثالث البريطاني جنسن باتون.